# Coffea vianneyi
Coffea vianneyi är en måreväxtart som beskrevs av J.-f.Leroy. Coffea vianneyi ingår i släktet Coffea och familjen måreväxter. Inga underarter finns listade i Catalogue of Life.